# Chapelle Saint-Martin de Lillois-Witterzée
La chapelle Saint-Martin est un édifice religieux catholique situé à Lillois-Witterzée, village de la ville de Braine-l'Alleud, en Brabant wallon (Belgique). Datant du XIIIe siècle dans ses parties les plus anciennes, et longtemps église paroissiale de Witterzée, la chapelle est utilisée aujourd'hui comme espace d’activités socio-culturelles et religieuses. Elle est classée au patrimoine de Wallonie depuis 1949.

## Historique
À la demande de Renier de Witterzée, en 1202, les religieux Trinitaires du prieuré (ou abbaye ?) d'Orival (à Nivelles) envoient un des leurs pour assurer la charge paroissiale de l’église Saint-Martin à Witterzée. Les Trinitaires y assurent les services pastoraux jusqu'à la Révolution française.
Au cours du XVIIIe siècle une importante rénovation du bâtiment eut lieu. En font état deux dates que l'on trouve inscrites dans la pierre : une première (1737) sur le linteau de la porte d’entrée et l'autre (1742) à l’intérieur de l’édifice, derrière l’autel principal. Le dernier curé Trinitaire connu est un certain Basile Royer, décédé le 7 septembre 1797.   
La signature du concordat entre Napoléon et le pape Pie VII (1801) entraine une restructuration des diocèses et lieux de culte : la paroisse de Witterzée est supprimée et l’église Saint-Martin devient une dépendance de la paroisse Sainte-Gertrude de Lillois.
En date du 2 août 1949 la chapelle fait l'objet d'un classement au titre des monuments historiques . Deux messes y sont encore célébrées annuellement, en la Saint-Jean-Baptiste (24 juin) et fête de la Saint-Martin le 11 novembre. Elle est également prisée pour des célébrations de baptêmes ou mariage religieux.  Pour le reste le bâtiment est utilisé à des fins socioculturelles : concerts de musique classique, expositions d’œuvres d’art, etc.  

## Description
La chapelle se dresse sur un monticule contourné par une étroite route brabançonne qui a gardé ses pavés d’antan. Le clocher – simple tour carrée - est la partie la plus ancienne. La plus ancienne de ses deux cloches, fondue en 1568 et appelée « Johannes », s'y trouve encore et a été restaurée en 2013, l'autre ayant été emportée par les Allemands durant la Première Guerre mondiale.  

## Patrimoine
- Les trois autels sont de style baroque et datent de la période de restauration (XVIIIe siècle).  Le maitre-autel, de style Louis XIV est de bois peint. Un banc de communion finement sculpté crée son espace sacré. Les deux autels latéraux sont de bois marbré.
- Une jolie statue de saint Martin à cheval se trouve au centre du sanctuaire.
- La chaire de vérité, en bois de chêne a un abat-voix. Elle est fixée au mur latéral. Un escalier y conduit.

L'intérieur de la chapelle
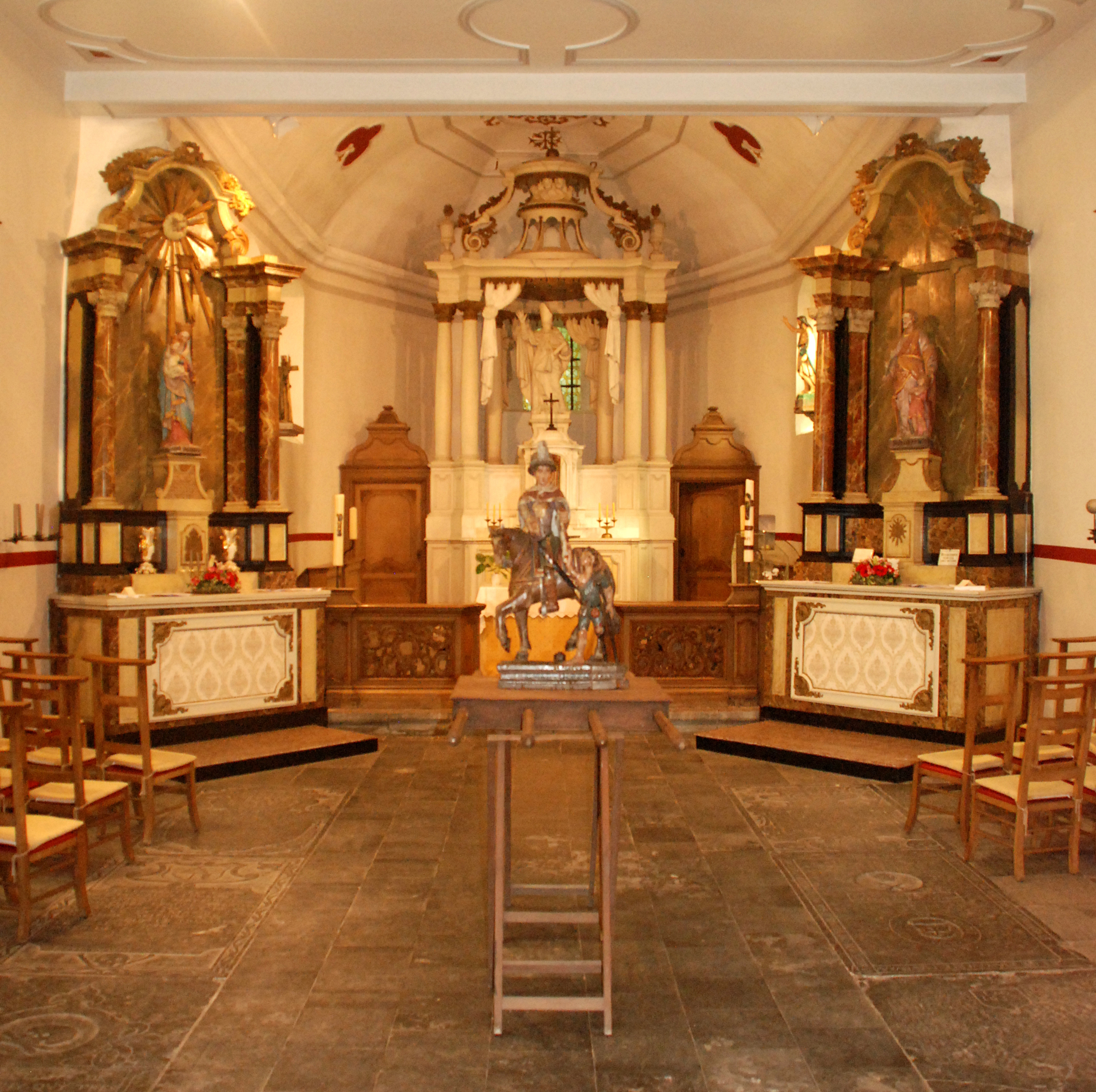
L'intérieur de la chapelle.
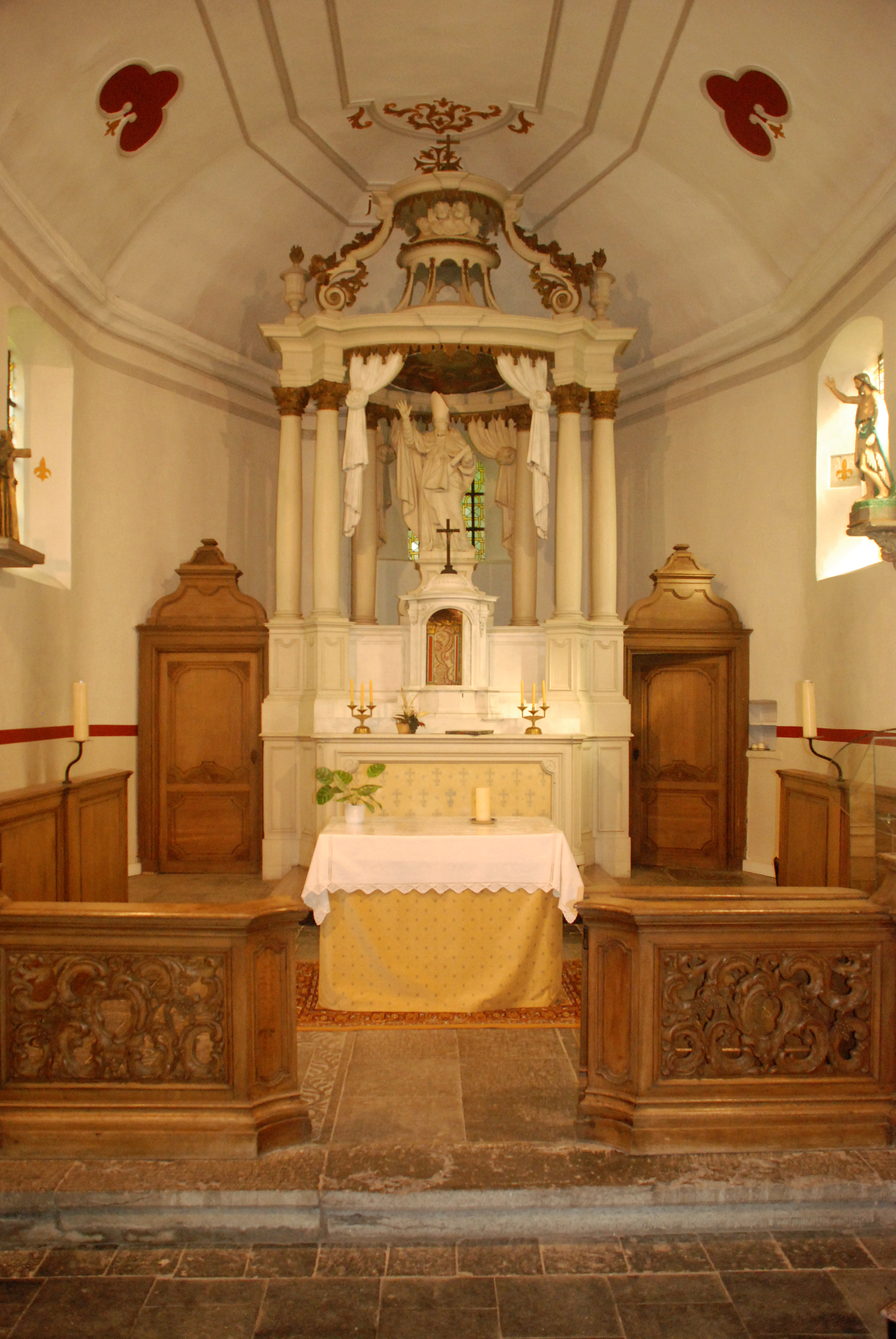
L'autel principal.
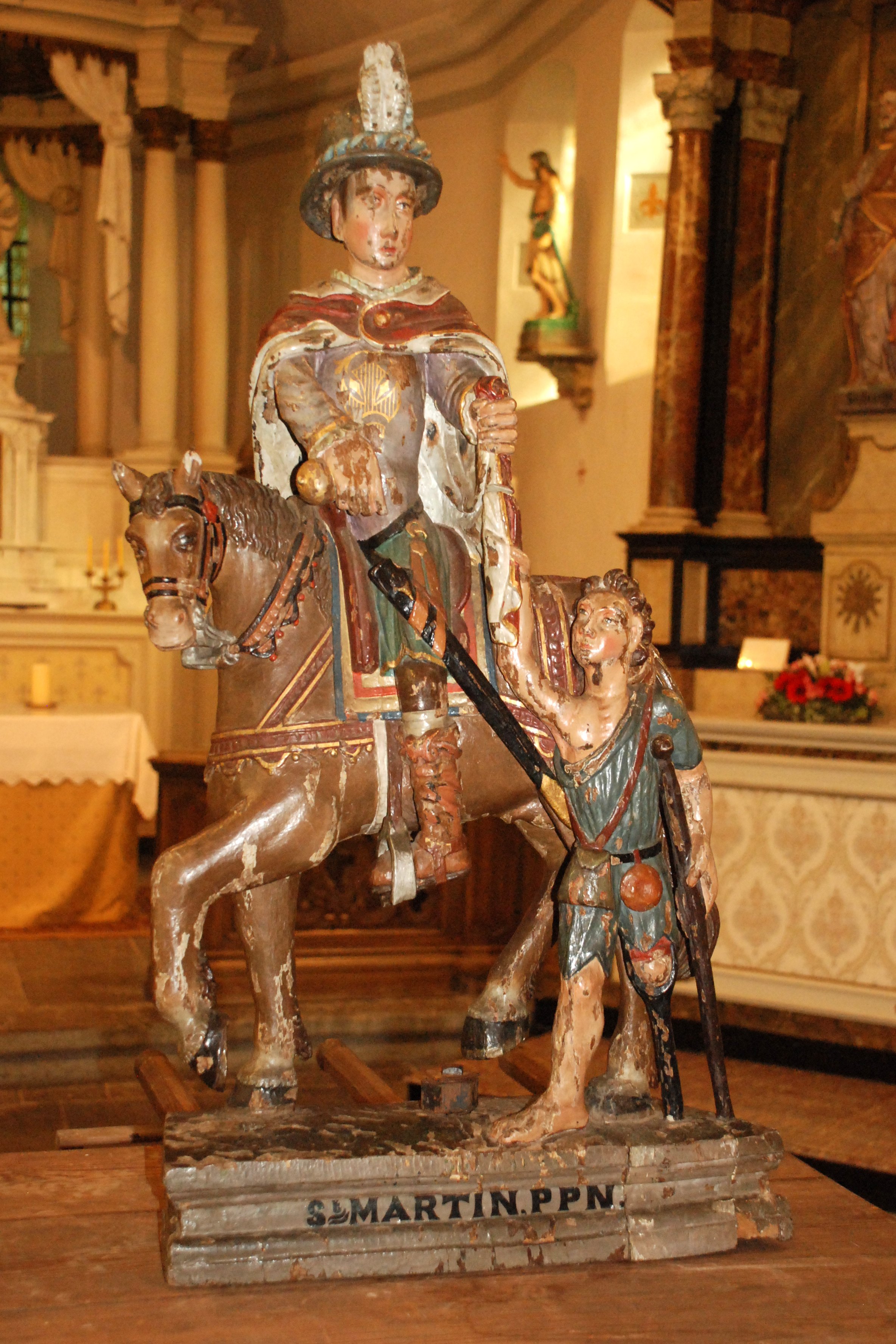
La statue de saint Martin.

## Adresse
- Chapelle Saint-Martin, Rue Fontaine Saint-Martin, 1428 Lillois-Witterzée